# Tephrodornis sylvicola
El ceniciento malabar (tephrodornis sylvicola) es una especie de ave paseriforme de la familia Vangidae endémica de la India. Anteriormente se clasificó en la desaparecida familia Tephrodornithidae. Anteriormente se le consideraba una subespecie del Tephrodornis gularis.